# 양축 (동오)
양축(楊竺, ? ~ 250년)은 동오의 인물로, 광릉군 사람이다. 양목(楊穆)의 동생이다. 이궁지쟁 때 손패 편에 섰다.